# Котлице (Люблинское воеводство)
Котлице (пол. Kotlice) — деревня в Замойском повете Люблинского воеводства Польши. Входит в состав гмины Мёнчин. Находится примерно в 24 км к востоку от центра города Замосць. По данным переписи 2011 года, в деревне проживало 413 человек.
В 1975—1998 годах деревня входила в состав Замойского воеводства.

## Население
Демографическая структура по состоянию на 31 марта 2011 года:
|         | Всего | До трудоспособного возраста | Трудоспособного возраста | Старше трудоспособного возраста |
| ------- | ----- | --------------------------- | ------------------------ | ------------------------------- |
| Мужчины | 183   | 44                          | 123                      | 16                              |
| Женщины | 230   | 52                          | 110                      | 68                              |
| Всего   | 413   | 96                          | 233                      | 84                              |